# 김시은 (1987년)
김시은(1987년 5월 29일 ~ )은 대한민국의 배우이다.

## 학력
- 2006년 ~ 2010년 상명대학교 연극학(학사)

## 출연

### 방송

#### 드라마
- 2014년 TvN 《막돼먹은 영애씨 13》 - 고깃집 종업원 역
- 2016년 TvN 《디어 마이 프렌즈》 - 젊은 조희자 역 (김혜자 아역)
- 2017년 TvN 《명불허전》 - 환자 부인 역
- 2018년 OCN 《작은 신의 아이들》 - 윤소이의 어머니 역
- 2018년 TvN 《미스터 션샤인》 - 귀단 역
- 2018년 OCN 《손 the guest》 - 김륜희 역
- 2019년 OCN 《모두의 거짓말》 - 강진경 역
- 2022년 TvN 《멘탈코치 제갈길》 - 한여운 역

### 영화
- 2014년 《군도: 민란의 시대》 - 산채 아낙 역
- 2015년 《허삼관》 - 대전 적십자병원 접수대 2 역
- 2015년 《뷰티 인사이드》 - 과거 우진 모 역
- 2015년 《서부전선》 - 포병대대 간호장교 1 역
- 2015년 《배우의 탄생》 - 경화 역
- 2015년 《위로》
- 2016년 《검사외전》 - 5년 전 뉴스 아나운서 역
- 2016년 《귀향》 - 분숙 역
- 2016년 《수색역》 - 선미 역
- 2016년 《아가씨》 - 하녀 2 역
- 2016년 《마이 스윗 레코드》
- 2017년 《귀향, 끝나지 않은 이야기》 - 분숙 역
- 2017년 《1987》 - 강 경사 아내 역
- 2017년 《여름에》 - 최이선 역
- 2017년 《당신도 주성치를 좋아하시나요?》 - 시은씨 역
- 2017년 《어바웃 웨딩》 - 시은씨 역
- 2017년 《A'》 - 성미 역
- 2017년 《백 프롬 더 비트》 - 시은 역
- 2017년 《김녕회관》 - 은이 역
- 2018년 《골든 슬럼버》 - 주호 처 역
- 2018년 《너와 극장에서》 - 혜진 역
- 2018년 《행복의 나라》 - 지영 역
- 2018년 《홍콩멜로》 - 재희 역
- 2019년 《내가 사는 세상》 - 시은 역
- 2019년 《사자》 - 데레사 역
- 2020년 《마음 울적한 날엔》
- 2021년 《빛과 철》 - 희주 역
- 2023년 《여섯 개의 밤》 - 지원 역
- 2024년 《드라이브》 - 이선 / 지현 역
- 2024년 《장손》 - 미화 역

### 공연

#### 연극
- 2010년 《악몽의 엘리베이터》
- 2015년 《결혼》 - 여자 역

## 수상 및 후보
| 연도 | 시상식              | 부문                     | 작품           | 결과 |
| ---- | ------------------- | ------------------------ | -------------- | ---- |
| 2016 | 제52회 백상예술대상 | 영화부문 여자 신인연기상 | 수색역         | 후보 |
| 2020 | 제7회 들꽃영화상    | 신인배우상               | 내가 사는 세상 | 후보 |